# Carlisle
|  | Aquest article tracta sobre la ciutat anglesa. Vegeu-ne altres significats a «Carlisle (desambiguació)». |

Carlisle (pronunciat /kɑrlaɪl/, nom procedent del cúmbric: Caure Luel) és la capital del comtat de Cúmbria, i la ciutat més important del nord-oest d'Anglaterra. És l'assentament més gran del comtat de Cúmbria, i serveix com a centre administratiu, tant per al City of Carlisle, l'ajuntament i el consell de comtat de Cúmbria. En el cens del 2001, la població de Carlisle era de 71.773 habitants i l'àrea anomenada City of Carlisle conté 100.734.
La història primerenca de Carlisle està marcada per la seva condició d'haver estat un assentament romà, que va servir de base per la construcció del Mur d'Hadrià. Durant l'edat mitjana, per la seva proximitat al Regne d'Escòcia, Carlisle va ser un lloc disputat per tenir una important fortalesa militar. A principis del segle xii Enric I va permetre la fundació d'un priorat i La ciutat va guanyar l'estatus de diòcesi el 1122, posteriorment el priorat es va reconvertir en la catedral. La introducció de la manufactura tèxtil durant la Revolució Industrial inicià un procés de transformació socioeconòmica a Carlisle, convertint-se en una ciutat densament poblada, amb set companyies ferroviàries que comparteixen l'estació de tren.
Anomenada "la ciutat fronterera", Carlisle avui dia és el principal centre cultural, comercial i industrial del nord de Cúmbria. És la seu dels principals campus de la Universitat de Cúmbria, d'una gran varietat de museus i de centres patrimonials. El 2012, Carlisle va ser un dels punts de pas de la torxa olímpica abans de prendre el seu camí cap a la cerimònia d'inauguració dels Jocs Olímpics d'Estiu de 2012.

## Situació
Carlisle es troba a la confluència dels rius Eden, Caldew i Petteril, a 16 km al sud de la frontera amb Escòcia. Geogràficament pertany a la franja costanera anomenada Solway Firth, en el límit entre Westmorland i Cúmbria, a 28 msnm.
Carlisle és un important centre de comerç, situat a 90 quilòmetres a l'oest de Newcastle upon Tyne, a 114 km al nord de Lancaster, a 140 km al sud-est de Glasgow, a 150 km al sud d'Edimburg, a 190 km al nord-oest de York, i a 480 km al nord-nord-oest de Londres. Els municipis propers són: Longtown (nord), Penrith (sud) Brampton (est), Wigton (oest), Haggbeck, Harker, Carwinley, Blackford, Houghton, Scotby i Rockcliffe.

## Antiguitat
Gran part de la història antiga de Carlisle és encara desconeguda i el que es coneix prové sobretot de l'evidència arqueològica i els treballs de l'historiador romà Tàcit. Els primers habitants registrats eren la tribu Carvetii dels celtes britons que constituïen la principal població de l'antiga Cúmbria i Lancashire del Nord. Segons els primers historiadors, John de Fordum i Boeci, Carlisle existia abans de l'arribada dels romans a Gran Bretanya i va ser una de les ciutats britàniques més sòlides d'aquella època. En el temps de l'emperador Neró, es diu que es va cremar. La ciutat va ser anomenada Luguvalion o Luguwaljon, que vol dir «la força del déu Lugus». El nom va ser llatinitzat posteriorment en la forma Luguvalium i més tard va evolucionar en cumbri a la forma Caer-luel (Caer significa «fortificació» en britònic).
En l'any 73 dC la invasió romana de Gran Bretanya havia arribat al riu Eden i es va construir un fort que el convertia en un punt estratègic de cara a la confluència del riu Caldew amb l'Eden, on hi ha el castell de Carlisle en l'actualitat. La civitas creada va ser l'única ciutat emmurallada en tota la regió nord-oest de la Britànnia romana, per això, és raonable suposar que el lloc ja era habitat per la tribu dels carvetii abans de l'ocupació romana, seguint el patró d'establiment de ciutats realitzades pels romans.

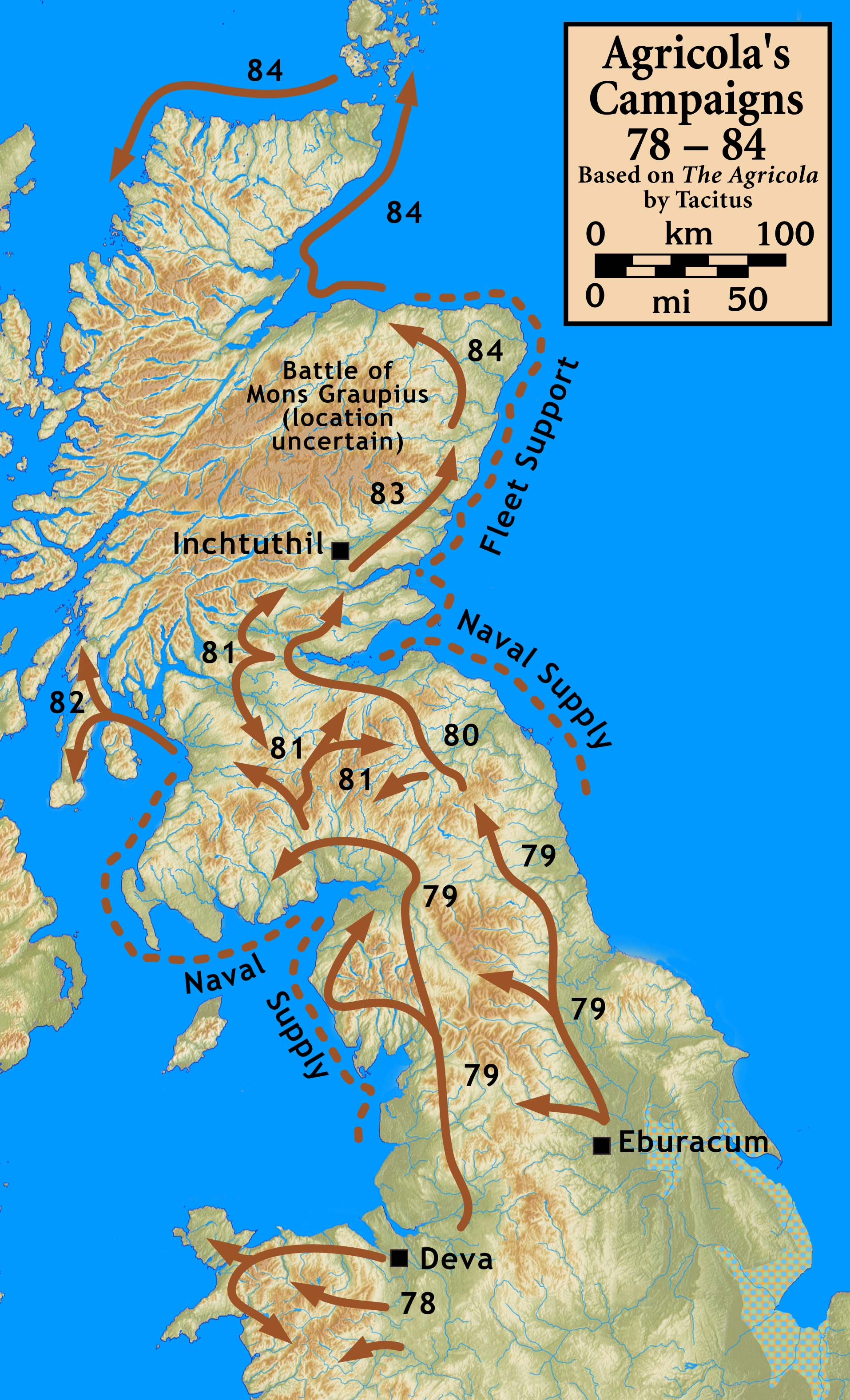
Moviments de Gneu Juli Agrícola al voltant de la zona de Carlisle el 79 dC

El 79 dC els dos principals generals romans actius al nord de Britànnia, Gneu Juli Agrícola i Quint Petili Cerealis, avançaren a través de l'àrea de la costa de Solway, de camí cap a la seva campanya cap al nord. Com a resultat, és probable que s'assolís un major control a Carlisle sobre els grups que s'oposaven a l'ocupació romana del territori. Una prova d'això és la fusta emprada en la reforma del fortí Carlisle l'any 80 dC, procedent de roures de més al nord, en lloc d'emprar la fusta del vern local. En aquell temps, el fortí tenia capacitat per la guarnició d'un regiment de 500 unitats de cavalleria, l'ala Gallorum Sebosiana.
A principis del segle ii Lugavalium era un bastió important en l'anomenada frontera Stanegate, que consistia en la unió de diversos fortins que l'enllaçaven amb Corbridge i que va resultar ser una frontera molt més eficaç enfront dels pictes que les establertes més a l'interior, com la de Caledònia. El 122 la província va ser visitada per l'emperador Hadrià, que va aprovar un pla per construir un mur de pedra de la longitud de la frontera. Al mateix temps, fou construït un nou fortí, a la zona de l'actual Stanwix al nord del riu, que es va anomenar Petriana, era el més gran al llarg del mur d'Hadrià i es va completar finalment en pedra pels volts de l'any 130. Igual que Lugavalium, que es trobava a la vista, Petriana allotjava un regiment de cavalleria que, amb 1000 efectius, era el més gran associat al mur. El successor d'Hadrià, Antoní Pius, va abandonar aquesta frontera i es va desplaçar cap al nord per construir un nou mur entre el Forth i el Clyde (mur d'Antoní). Això no va donar bons resultats i, després de 20 anys, les guarnicions retornaren al mur d'Hadrià.
L'ocupació romana de Britànnia fluctuà en importància fins que l'any 400 que es va separar de l'Imperi Romà, quan Carausi assumí el poder del territori. Més tard morí assassinat i patí la Damnatio Memoriae, però una de les poques referències que sobreviuen d'ell fou descoberta a Carlisle. Monedes en excavacions en l'àrea suggereixen que els romans es mantingueren a Carlisle com a mínim fins al regnat de l'emperador Valentinià II del 375 al 392.

## Edat mitjana

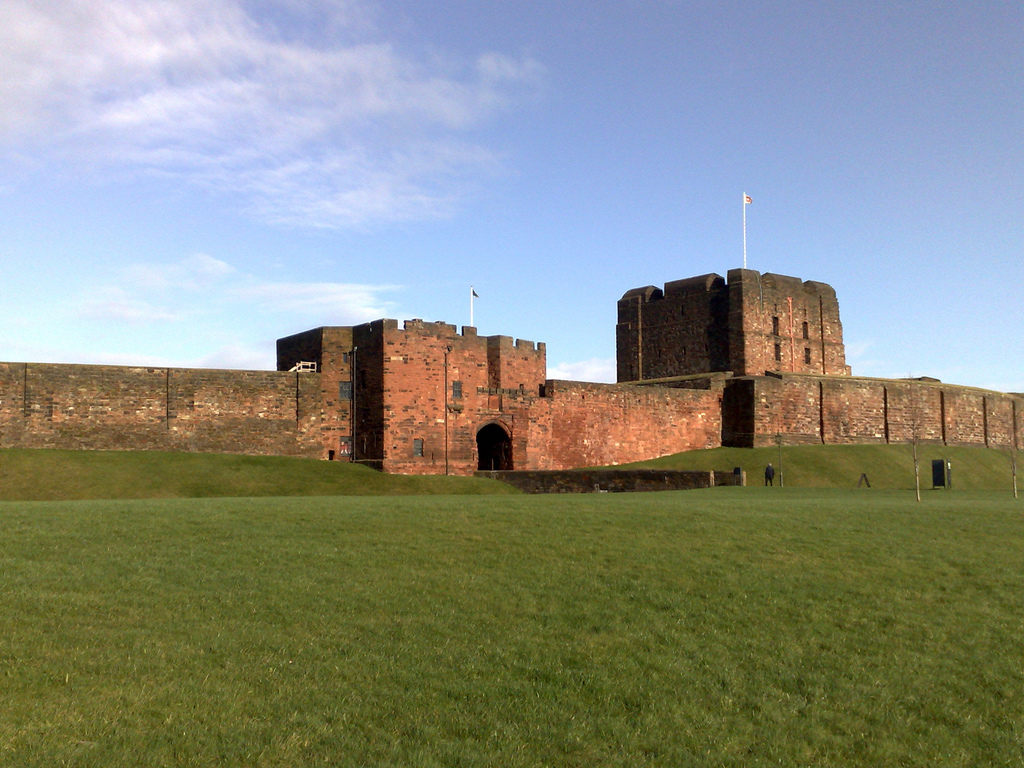
Castell de Carlisle construït durant el regnat de Guillem II d'Anglaterra

El període de l'antiguitat tardana després de la dominació romana, Cúmbria es convertí en la major àrea del regne britònic de Rheged. Encara que no és clar, sembla probable que el regne va prendre el seu nom d'una fortalesa important al seu interior i s'ha suggerit que aquest estava tocant a la Civitas Carvetiorum, Carlisle.
Com a part important d'aquest regne, Carlisle té el seu epicentre en les històries d'Urien i el seu fill Owain, dos reis de Rheged que són objecte de la llegenda artúrica. Rheged finalment va ser annexada el 655, quan Rienmelth ferch Royth es va casar amb Oswiu, rei de Northúmbria. A la part restant del primer mil·lenni, Carlisle va continuar servint com a bastió important dins de diverses entitats que van combatre a la zona, incloent el Regne Britònic de Strathclyde i el Regne angle de Northúmbria.
En temps de la conquesta normanda d'Anglaterra el 1066, Carlisle fou part d'Escòcia i no figurà en el llibre de Domesday escrit el 1086. Això va canviar el 1092 quan el fill de Guillem el Conqueridor, Guillem II d'Anglaterra envaí Cumberland i el reincorporà a Anglaterra. En fer-ho, va iniciar la construcció d'un castell on havia estat el fortí romà, al sud del riu Eden. La construcció en fusta del 1093 va ser reemplaçada per una de pedra el 1112, juntament amb una torrassa i les muralles de la ciutat. Les muralles tancaven la ciutat al sud amb el castell i va incloure tres portes a l'oest, al sud i a l'est anomenades Irish Gate (o Shaddon Gate), English Gate (o Botcher Gate) i la Porta d'Escòcia (Scottish Gate), respectivament. Els noms de les portes encara subsisteixen en els noms de carrers de Carlisle. Juntament amb el castell de Carlisle es construí la Catedral, que es va iniciar el 1133.
La conquesta de Cumberland va ser el començament d'una llarga guerra entre Escòcia i Anglaterra, que s'intercanviaren la regió al voltant de Carlisle en diverses ocasions, havent-se convertit en un bastió important per la posició del castell. Durant aquestes guerres, els mitjans de vida de les persones en les fronteres va ser devastada pels exèrcits contendents. Fins i tot quan els països no estaven en guerra, la tensió es mantenia alta, i l'autoritat reial en un o altre regne era sovint feble. La incertesa de l'existència implicava que els seus habitants buscaven seguretat a través de l'astúcia i confiant en la seva pròpia força, i sovint havien de millorar els seus mitjans de vida a expenses de les dels seus enemics nominals. Aquests pobles eren coneguts com la frontera Reivers i Carlisle era la ciutat més important dins dels seus territoris.

## Edat moderna
La mort de la reina verge, Elisabet I d'Anglaterra, el 1603, va ser el començament de la fi de les relacions turbulentes entre els escocesos i Anglaterra. Sense hereu anglès, Jaume VI d'Escòcia es va convertir també en rei Jaume I d'Anglaterra i estava decidit a dur la pau al seu "Regne Unit".
Amb la unió dels regnes el castell de Carlisle hauria quedat obsolet com a fortalesa fronterera, però el 1642 va esclatar la guerra civil anglesa i el castell va ser proveït d'artilleria pel rei el 1642, cos que va permetre suportar un llarg setge des d'octubre del 1644 fins al juny del 1645. Finalment, les forces reialistes es va rendir després de la batalla de Naseby. La ciutat va ser ocupada per una guarnició parlamentària, i posteriorment pels seus aliats escocesos, que destruïren la nau de la catedral i usaren la pedra per reconstruir el castell.
Carlisle va seguir sent una caserna a partir de llavors. El 1698 l'escriptora de viatges Celia Fiennes va escriure de Carlisle que tenia la major part de la parafernàlia d'una ciutat militar i hi abundaven l'alcohol i les prostitutes.
L'Acta d'Unió (1707) aprovada entre el Regne d'Anglaterra i el Regne d'Escòcia, representà la creació del Regne de la Gran Bretanya, i Carlisle deixà de ser una ciutat fronterera. De nou, això no va posar fi a la posició de Carlisle com una ciutat de guarnició. El desè setge i més recent en la història de les ciutats va tenir lloc després que Carles Eduard Stuart va prendre Carlisle durant l'aixecament jacobita del 1745. Quan els jacobites es van retirar cap a la frontera amb Escòcia, deixant una guarnició de 400 homes al castell de Carlisle. En deu dies el duc de Cumberland va prendre el castell i executà 31 dels jacobites als carrers de Carlisle.

## Revolució industrial
Tot i que Carlisle va continuar abastint de soldats la ciutat, arribant a ser la seu del regiment de frontera, la importància de la ciutat com a ciutat militar anà minvant a mesura que avançava l'era industrial. A les primeries del segle xix es van bastir a la ciutat moltes obres d'enginyeria, indústria tèxtil i alimentària. Principalment a Denton Holme, Caldewgate i Wapping a l'àrea de la vall del Caldew, a Carlisle, que inclou Carr's of Carlisle, Kangol, Metal Box i Cowans Sheldon.
L'expansió de la indústria va anar acompanyada d'un gran augment de població atreta pels llocs de treball, que va portar emigració de les explotacions rurals cap a les ciutats. Això va produir una terrible escassetat d'habitatges on de sobte hi havia 25.000 persones a la ciutat però només 5.000 cases per viure-hi; es deia que la gent s'allotjava en estables, escorxadors i comunes amb una obertura en el clavegueram per desaiguar directament. Les condicions de vida eren tan dolentes que els disturbis eren comuns i algunes persones van optar per emigrar als Estats Units. El problema no es va resoldre fins a finals de segle, quan es van construir habitatges populars a l'oest de les muralles de la ciutat.
El 1823 es construí un canal a prop de Fisher's Cross (el port de Carlisle) per tal de manejar els béns produïts a la ciutat. Això va permetre que altres centres industrials com Liverpool connectessin amb Carlisle a través de la franja costanera de Solway Firth. Tanmateix, el seu ús va ser de curta durada i, no obstant això, quan els operadors del canal van començar a tenir problemes de finançament, la via aquàtica ja estava acabada.
Es va construir un ferrocarril en el lloc del canal. Carlisle va arribar a ser un centre ferroviari important entre la costa oest de la Gran Bretanya i la connexió cap a l'est del país. Hi va haver fins a 7 empreses diferents usant l'estació de tren Carlisle Citadel i, abans de la construcció d'aquesta estació, la ciutat tenia diverses estacions de tren, una d'elles era l'estació de London Road. Carlisle va tenir l'estació de classificació més gran d'Europa, Kingmoor, que actualment està reduïda en la seva mida però segueix funcionant i és utilitzada per diverses companyies importants.

## Edat contemporània

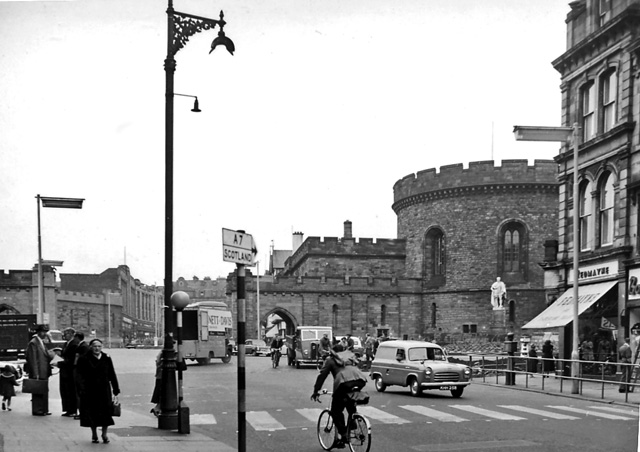
Botchergate cap al 1950 a Carlisle

Al començament del segle XX la població de la ciutat havia crescut per sobre dels 45.000 habitants. El transport millorà amb un sistema de tramvia públic instal·lat l'any 1900, que va funcionar fins al 1931. El primer cinema va ser construït el 1906. El 1912, els límits de Carlisle es van ampliar fins a incloure Botcherby a l'est i Stanwix al nord.
La ciutat no va estar exempta de problemes, en particular els relacionats amb la indústrialització. Carlisle no va poder evitar el declivi de la indústria tèxtil, que es va experimentar a tota la Gran Bretanya, ja que la nova maquinària reduí la necessitat de mà d'obra. El 1916, durant la Primera Guerra Mundial, el govern es va fer càrrec de tots els bars i cerveseries de Carlisle, a causa de l'embriaguesa endèmica entre els treballadors de la construcció i els de la fàbrica de municions propera a Gretna. Aquest experiment de nacionalització de l'elaboració de la cervesa, primer conegut com la "Carlisle Board of Control" (junta de control de Carlisle), i després de la guerra anomenat "Carlisle & District State Management Scheme", es va perllongar fins al 1971.
En els anys 1920 i 1930 foren construïts a la ciutat els primers habitatges socials, molts d'ells al barri de recent formació Raffles, a l'oest de la ciutat. En aquest període inicial Raffles era el barri més buscat pels inquilins d'habitatges municipals.
Tanmateix, això no va durar i aviat es va convertir en el barri més famós de Carlisle, pels seus alts índexs de criminalitat i els estàndards de vida empobrits. Un informe d'abril del 1994, aparegut al diari The Independent va etiquetar aquesta zona de "lloc on no anar-hi a viure". Un resident afirmava: "Si tens un problema al Raffles, fes-te amb una escopeta".
La remodelació de l'any 2004 va ser un esforç per netejar el barri mitjançant la substitució d'habitatges.
A la dècada del 1980 es va remodelar el centre de la ciutat, concretament una zona anomenada The Lanes. Aquest conjunt de carrerons estrets que travessaven el bloc oriental del centre de la ciutat no havien canviat gaire des de l'època medieval i amb la remodelació es van transformar en un centre comercial amb una biblioteca que s'inaugurà el 1986. El projecte es va donar per acabat el 1989, quan el centre de la ciutat de Carlisle fou exclòs del trànsit de vehicles de motor.
La tarda del divendres 7 de gener del 2005, els rius Eden, Caldew i Petteril es van desbordar a Carlisle, a causa d'una pluja intensa que va arribar als 180 litres per metre quadrat. S'inundaren 1.700 habitatges i 3 persones van perdre la vida. A més, s'inundaren les instal·lacions de la policia, les dels bombers i l'estadi de futbol de Brunton Park. En els mesos següents la policia, els bombers i el Carlisle United FC es traslladaren, aquest últim a Morecambe. Degut al caos s'hagué de respondre a nombrosos casos d'incendis i saquejos a la ciutat.

## Centre de la ciutat
Carlisle té un centre històric compacte, que inclou un castell, el museu, la catedral i muralles gairebé intactes. Els antics edificis dels tribunals de justícia o les torres de la ciutadella, que ara serveixen com a oficines per al Consell del comtat de Cúmbria van ser dissenyats per Thomas Telford.
El primer edifici de la ciutadella era una fortificació de l'època Tudor que substituí l'estructura medieval de la Porta d'Anglaterra, dissenyada per l'enginyer militar de Moràvia Stefan von Haschenperg el 1541.

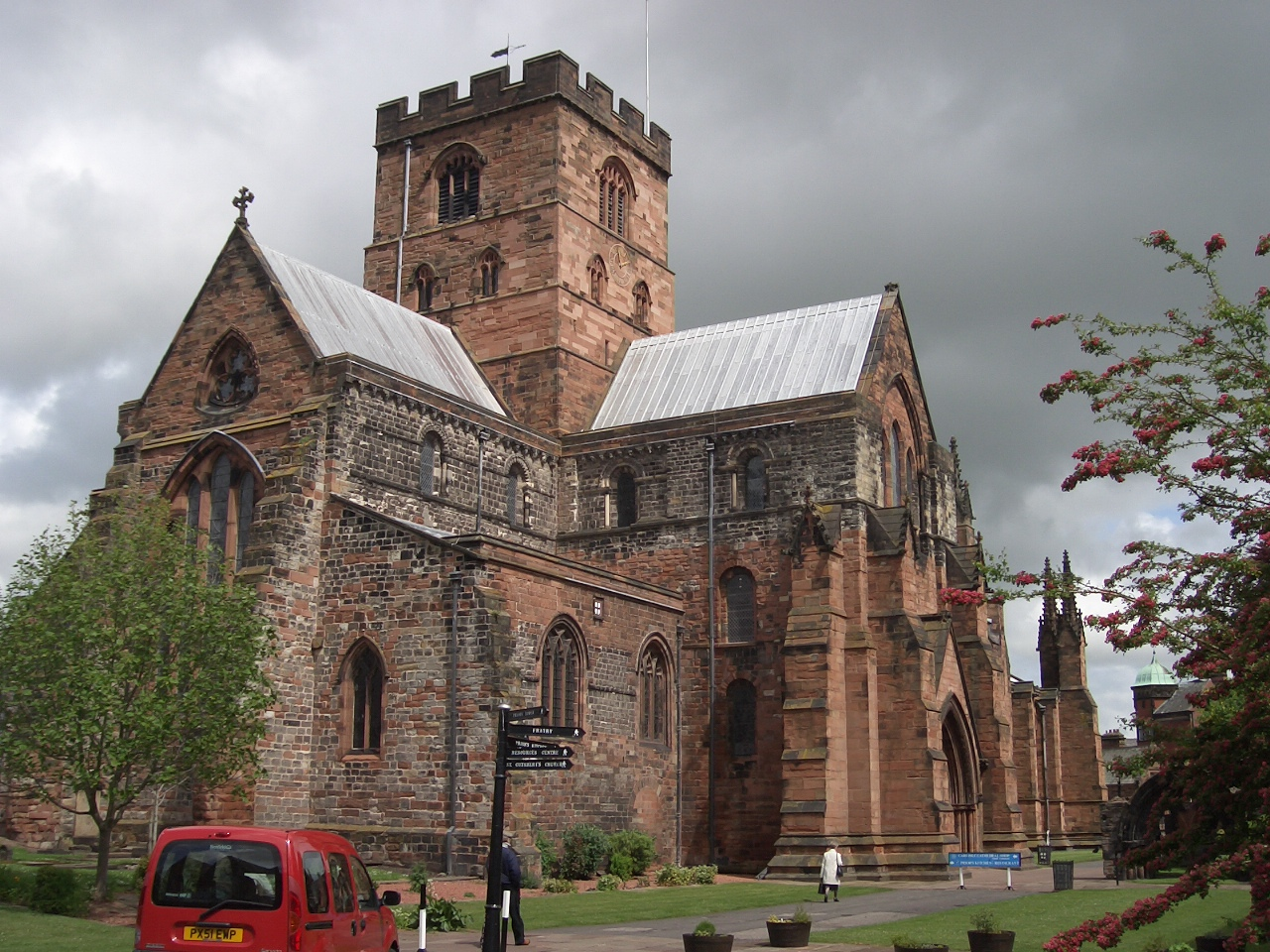
Catedral de Carlisle
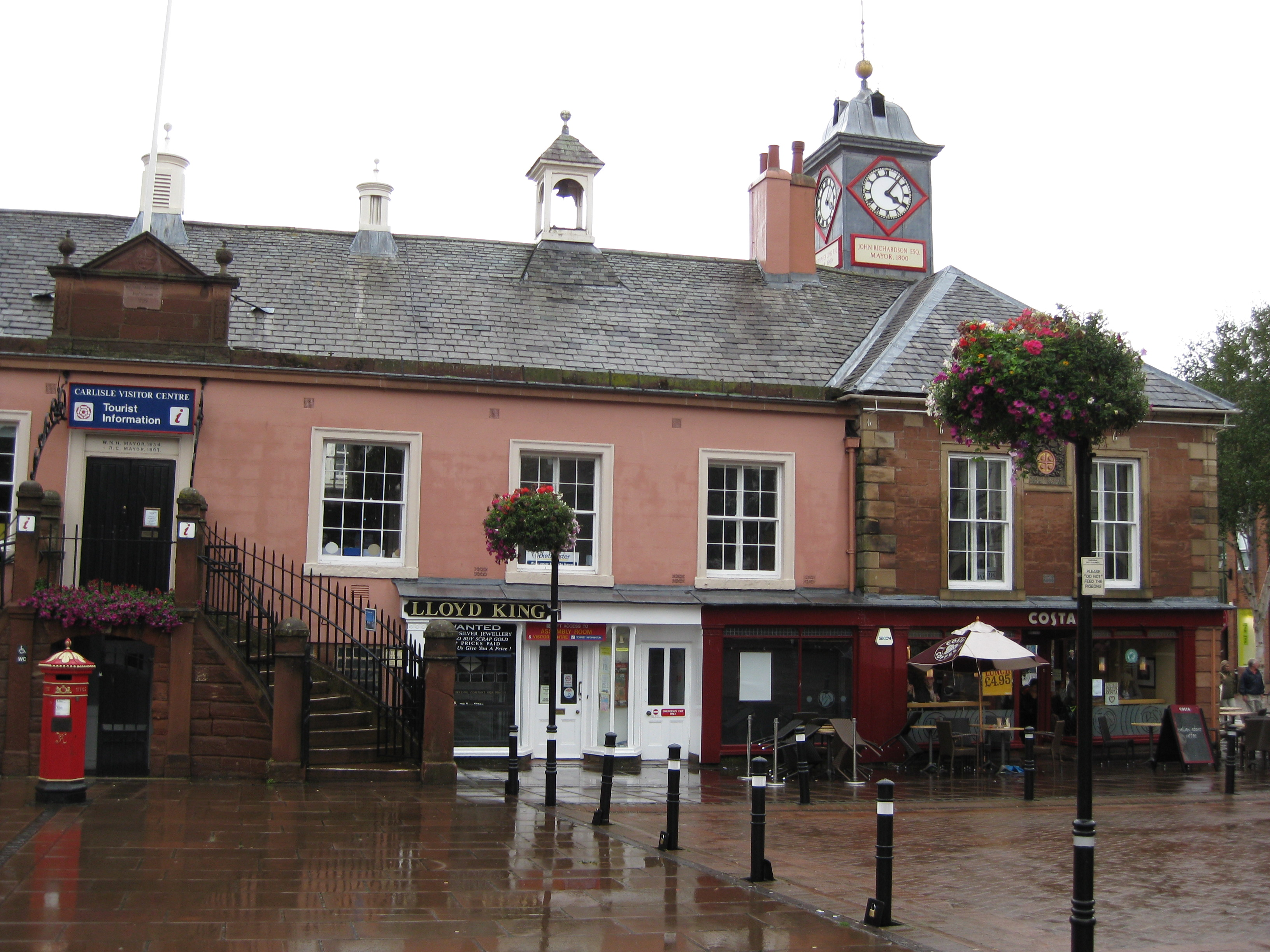
Antic Ajuntament (Town Hall) del 1799
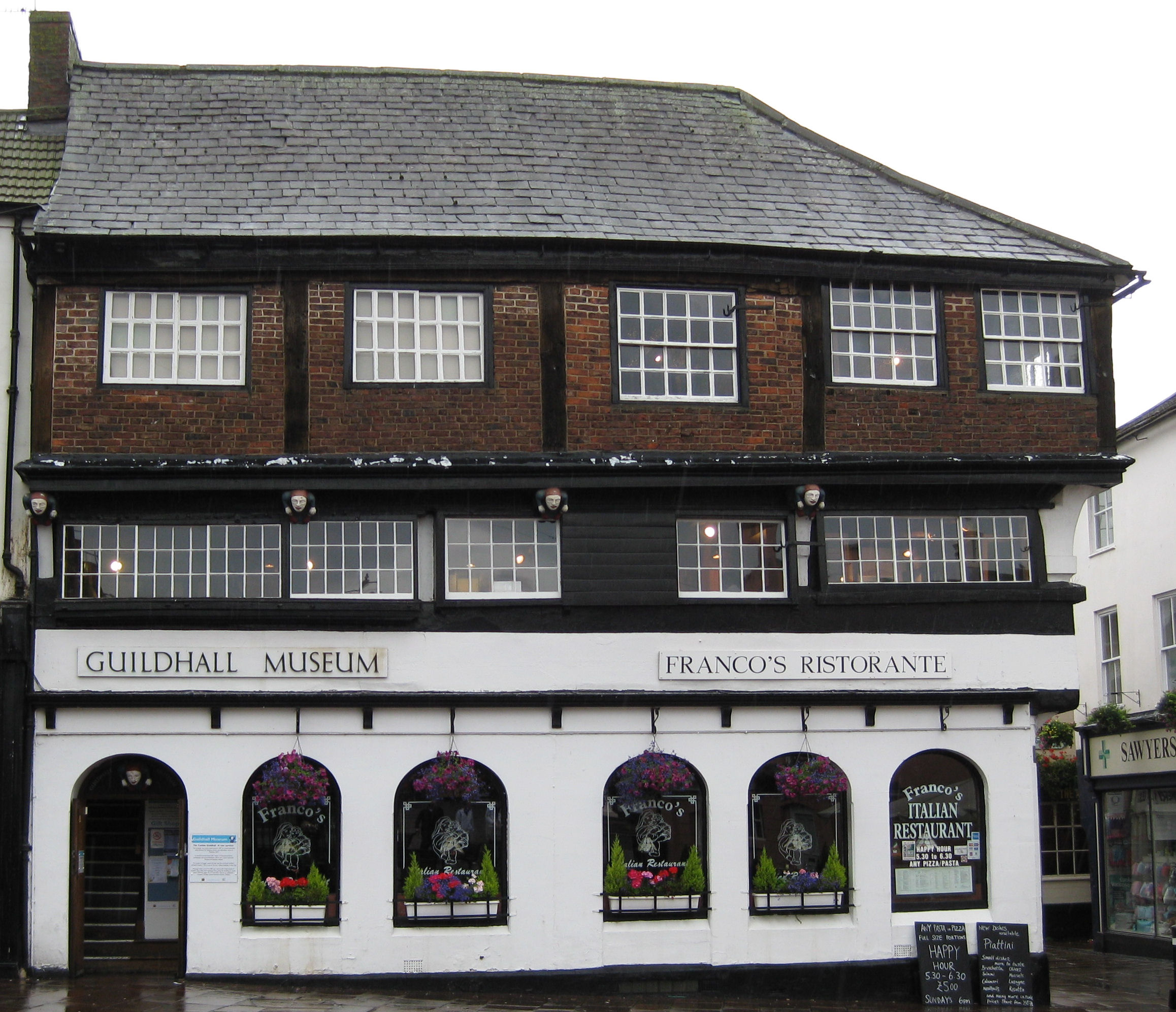
Museu Guildhall 1407
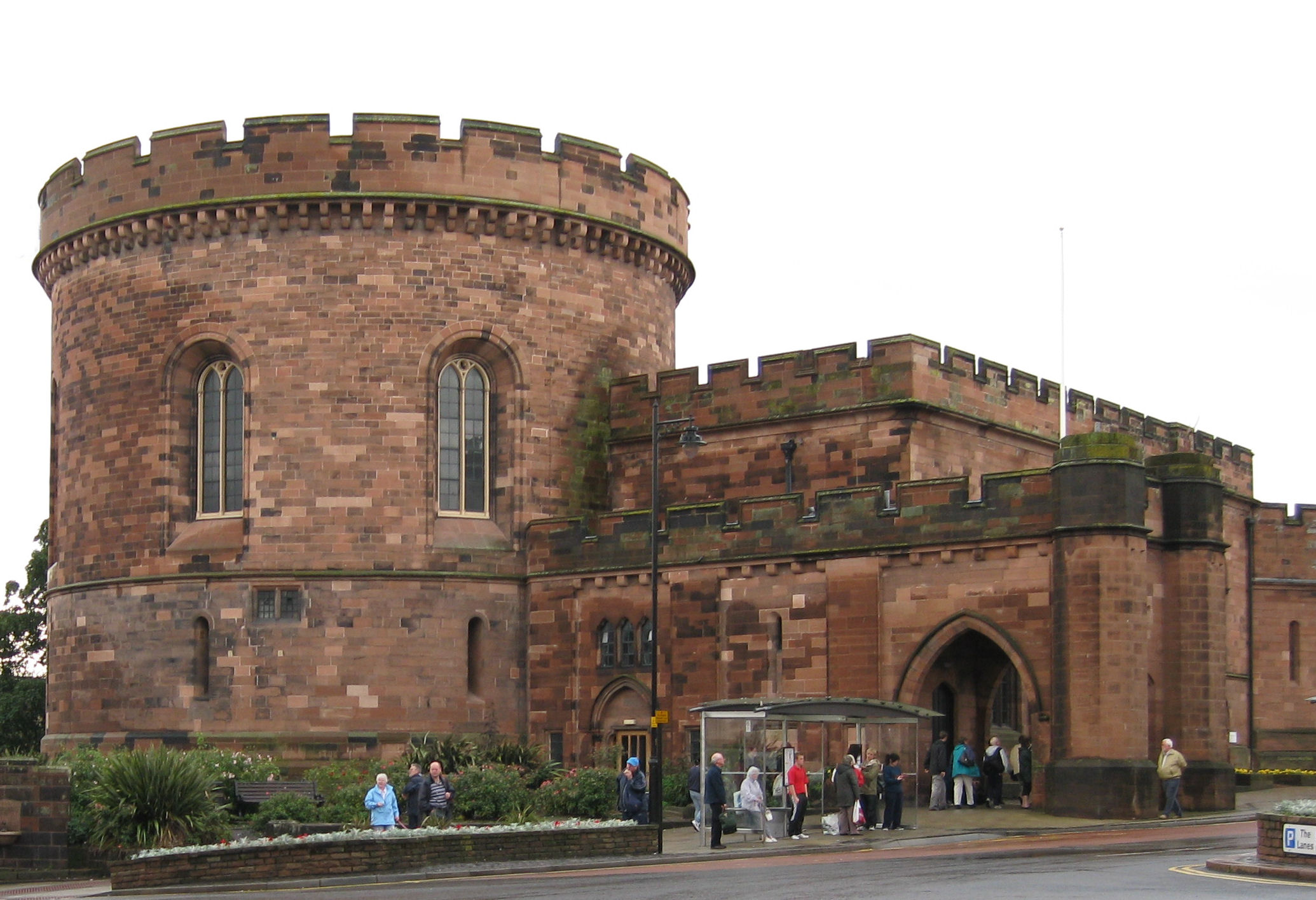
La ciutadella 1810

## Clima
Carlisle experimenta un clima oceànic (Cfb classificació climàtica de Köppen). El gener del 2005 la ciutat va ser colpejada per vents forts i pluges intenses, i el dissabte 8 gener del 2005 totes les carreteres de la rodalia de Carlisle estaven tancades a causa de les greus inundacions, les pitjors des del 1822, que van causar tres morts.
| Dades climàtiques a Carlisle (Cúmbria) | Dades climàtiques a Carlisle (Cúmbria) | Dades climàtiques a Carlisle (Cúmbria) | Dades climàtiques a Carlisle (Cúmbria) | Dades climàtiques a Carlisle (Cúmbria) | Dades climàtiques a Carlisle (Cúmbria) | Dades climàtiques a Carlisle (Cúmbria) | Dades climàtiques a Carlisle (Cúmbria) | Dades climàtiques a Carlisle (Cúmbria) | Dades climàtiques a Carlisle (Cúmbria) | Dades climàtiques a Carlisle (Cúmbria) | Dades climàtiques a Carlisle (Cúmbria) | Dades climàtiques a Carlisle (Cúmbria) | Dades climàtiques a Carlisle (Cúmbria) |
| Mes                                    | gen                                    | febr                                   | març                                   | abr                                    | maig                                   | juny                                   | jul                                    | ag                                     | set                                    | oct                                    | nov                                    | des                                    | anual                                  |
| -------------------------------------- | -------------------------------------- | -------------------------------------- | -------------------------------------- | -------------------------------------- | -------------------------------------- | -------------------------------------- | -------------------------------------- | -------------------------------------- | -------------------------------------- | -------------------------------------- | -------------------------------------- | -------------------------------------- | -------------------------------------- |
| Mitjana diària °C (°F)                 | 6.6 (43.9)                             | 7.2 (45)                               | 9.1 (48.4)                             | 11.6 (52.9)                            | 15.1 (59.2)                            | 17.4 (63.3)                            | 19.5 (67.1)                            | 19.2 (66.6)                            | 16.4 (61.5)                            | 13.2 (55.8)                            | 9.3 (48.7)                             | 7.3 (45.1)                             | 12.67 (54.81)                          |
| Mínima mitjana °C (°F)                 | 1.3 (34.3)                             | 1.5 (34.7)                             | 2.6 (36.7)                             | 3.9 (39)                               | 6.3 (43.3)                             | 9.2 (48.6)                             | 11.4 (52.5)                            | 11.1 (52)                              | 9.1 (48.4)                             | 6.6 (43.9)                             | 3.3 (37.9)                             | 1.9 (35.4)                             | 5.68 (42.22)                           |
| Precipitació mitjana mm (polzades)     | 76 (2.99)                              | 59 (2.32)                              | 67 (2.64)                              | 46 (1.81)                              | 54 (2.13)                              | 62 (2.44)                              | 70 (2.76)                              | 73 (2.87)                              | 77 (3.03)                              | 79 (3.11)                              | 79 (3.11)                              | 85 (3.35)                              | 827 (32.56)                            |
| Mitjana mensual d'hores de sol         | 49                                     | 70                                     | 96                                     | 146                                    | 191                                    | 178                                    | 179                                    | 167                                    | 123                                    | 92                                     | 62                                     | —                                      | 1.394                                  |
| Font: MeteoFrance                      |                                        |                                        |                                        |                                        |                                        |                                        |                                        |                                        |                                        |                                        |                                        |                                        |                                        |

## Govern i administració

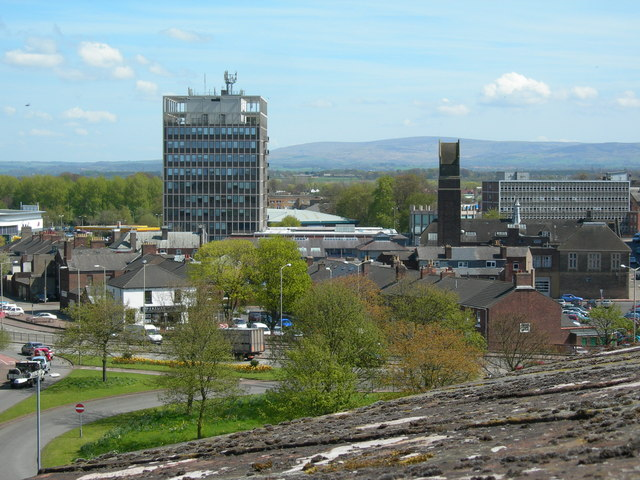
Oficines del Consell de Carlisle al centre de la ciutat

Carlisle ha mantingut l'estatus de ciutat des de l'edat mitjana i ha estat un districte (borough constituency) o circumscripció parlamentària (parliamentary borough) durant segles, que aportava dos diputats al parlament. El 1835 el nucli de població de Carlisle es va convertir en terme municipal, que va ser promogut a la condició de ciutat del comtat el 1914. Els límits de la ciutat han canviat en diverses ocasions des del 1835, la darrera va ser el 1974 quan en aplicació d'una llei (la Local Government Act 1972), la ciutat i el districte Border Rural District es van fusionar per formar una nova àrea administrativa anomenada City of Carlisle, un districte no metropolità de Cúmbria.
El municipi contenia originalment diverses parròquies civils o parts de parròquies, que el 1904 es van fusionar en una sola. La zona urbana actualment es classifica com a "àrea no aparroquiada" (unparished area) a excepció de les franges de les parròquies de Stanwix Rural, Kingmoor i St Cuthbert Without.
Carlisle sol·licità el 2002 sense èxit el títol de Lord Mayoralty, una distinció per a ciutats importants. L'Ajuntament de Carlisle té la seu en un edifici del 1960 conegut com el Centre Cívic de Rickergate.
Carlisle es regeix per un consell de districte anomenat Carlisle City Council, i en les eleccions del 2011 cap partit tenia la majoria, però els conservadors s'aliaren amb el Partit Liberal Demòcrata.
El consell cobreix administrativament també una àrea rural gran amb molts pobles i petites ciutats dins d'ella: per exemple; Dalston, Brampton, Longtown, Wetheral, Bewcastle i Scotby.

## Divisions i suburbis

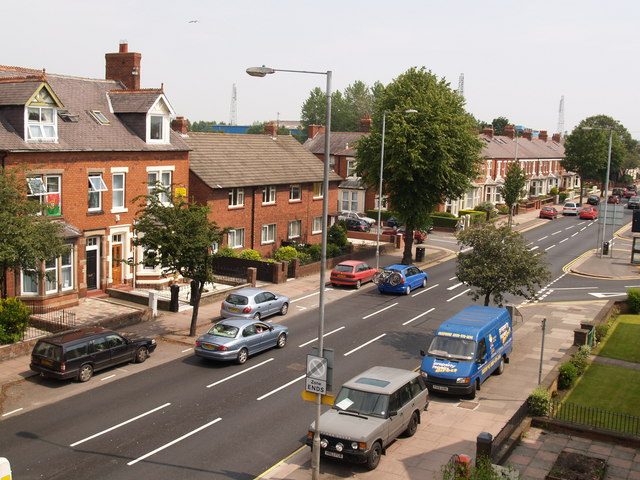
Warwick Road actua d'accés principal cap al centre de Carlisle

A l'extrem nord de Carlisle hi ha les àrees suburbanes de Kingstown, Lowry Hill i Moorville, tota la part antiga de la parròquia de Kingmoor'. Al sud d'aquestes àrees hi ha Stanwix, Edentown, Etterby, St Anns Hill i Belah, que s'afegiren a Carlisle el 1912. La parròquia rural de Stanwix encara existeix, però només inclou una part molt petita de la zona urbana de Carlisle anomenada Whiteclosegate.
Cap al sud immediat de Stanwix hi ha el riu Eden. A la seva riba oposada hi ha el centre històric de la ciutat de Carlisle, que limita a l'oest amb la línia de la West Coast Main Railway de i el riu Caldew. En el passat les principals indústries de Carlisle van florir a la vora del riu Caldew, especialment Denton Holme, l'àrea de Caldewgate a l'oest i Wapping a la riba oriental. A l'oest de Caldewgate i al nord de Denton Holme es van desenvolupar als segles xix i xx els suburbis de Newtown, Morton, Sandsfield Park, Longsowerby, Raffles i Belle Vue.
Al costat est del centre de la ciutat, es va desenvolupar al segle xix, una zona més pròspera al llarg del que avui és la carretera A69, que enllaça amb l'antic poble independent de Botcherby.
Al sud del centre de la ciutat hi ha la zona Botchergate/St Nicholas de finals de l'era victoriana amb habitatges adossats similars a la que hi ha a en Denton Holme i Caldewgate.
Cap al sud-oest de Botchergate i St Nicholas hi ha els antics poblats i ara àrees suburbanes d'Upperby i Currock. La zona urbana s'estén cap a l'antiga frontera del borough i inclou les àrees de Blackwell i Durdar dins de la parròquia civil de St Cuthbert Without.
Entre Upperby i Botcherby hi ha un altre antic poble que alguna vegada va ser part de St Cuthbert Without i ara és probablement el major suburbi de Carlisle anomenat Harraby. Aquest se subdivideix en moltes finques i zones incloses: Harraby East, New Harraby, Harraby Green, Old Harraby, Petteril Bank i el polígon industrial de Durranhill. Al costat de Harraby cap al sud, però fora dels límits antics del borough hi ha el llogaret de Carleton.

## Transport

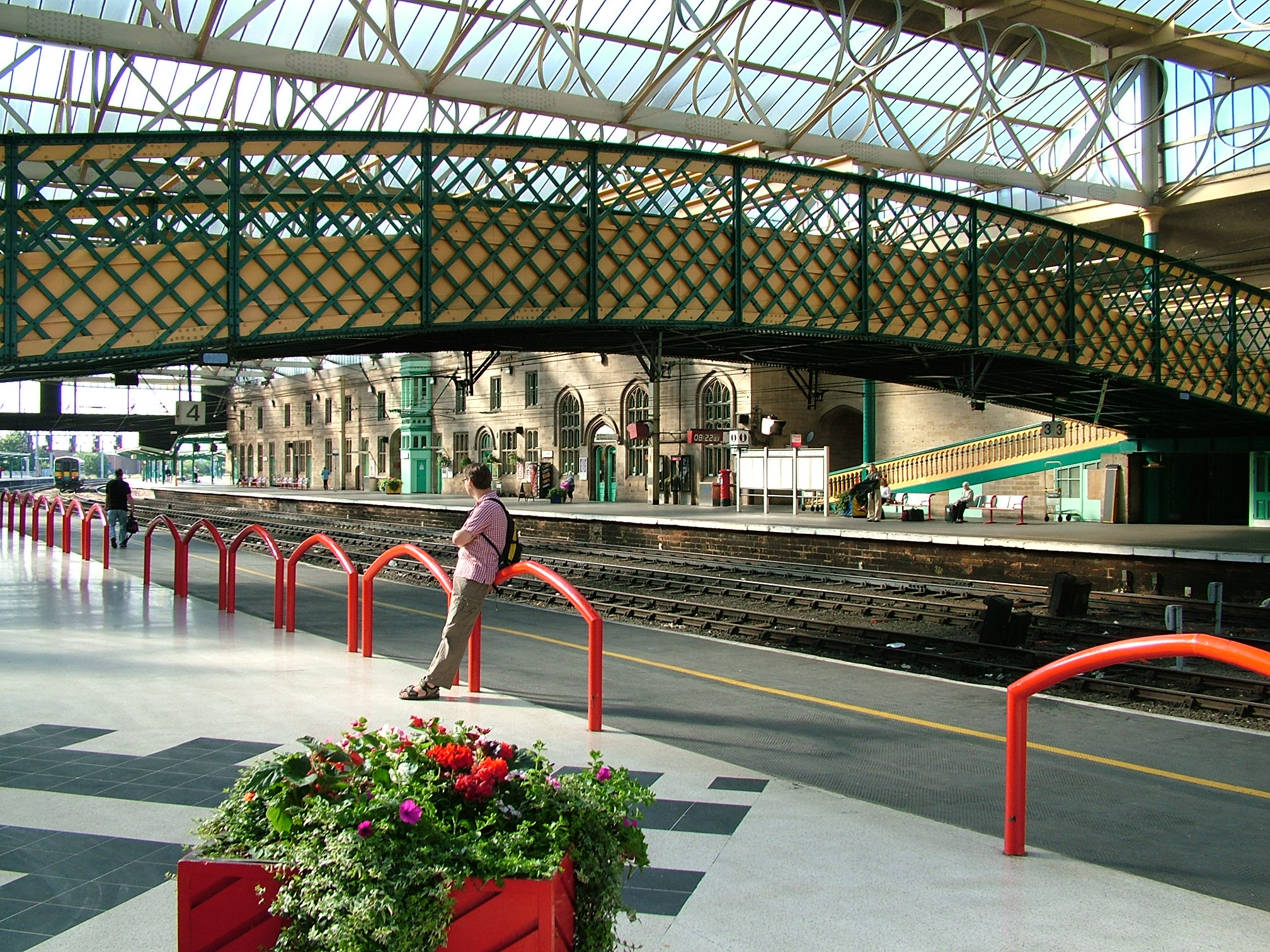
Estació ferroviària de Carlisle

Carlisle s'uneix amb la resta d'Anglaterra a través de l'autopista M6 cap al sud, i amb Escòcia a través de la M74/A74 cap a Glasgow. A més d'aquestes rutes, moltes de les principals carreteres o bé comencen o acaben a Carlisle, incloent la A6 cap a Penrith i Luton, la A595 cap a l'oest de Cúmbria, la A69 cap a Newcastle upon Tyne i l'A7 cap a Edimburg. Carlisle és un node ferroviari principal de la línia West Coast Main Line. Altres línies de ferrocarril van a Newcastle upon Tyne, Leeds, Glasgow, a través de Dumfries i l'oest de Cúmbria.

## Educació
La Universitat de Cúmbria té quatre campus a Carlisle a Fusehill Street, Brampton Road, Paternoster Row i Newcastle Street. La universitat ofereix una àmplia gamma de graus d'educació superior com informàtica aplicada, psicologia aplicada, art, empresarials, dret, mitjans de comunicació, treball social i formació de professorat.
Les escoles secundàries dins de la ciutat de Carlisle són: Richard Rose Academy (que consisteix en el campus central i el campus de Morton), Austin Friars St Monicas (escola catòlica privada), Trinity-Centre of Excellence for Languages, Newman (escola catòlica). Altres escoles secundàries al districte de Carlisle són Caldew School (Dalston) i William Howard School (Brampton).
L'Acadèmia Richard Rose Central substituí St Aidan's County High School and Specialist Sports and Science College (NCTC, anteriorment Escola de Harraby). Està patrocinat per Eddie Stobart, Andrew Tinkler i l'empresari local Brian Scowcroft. Va obrir les portes el setembre del 2008. El gener del 2009, hi va haver protestes per part de pares i alumnes respecte a l'educació de mala qualitat i les instal·lacions escolars. L'escola es va trobar que no tenia prous alumnes i es va acollir al pla estatal de mesures especials, que va reemplaçar el director i cap d'estudis immediatament.

## Música i teatre
El Sands Centre és el lloc principal d'entreteniment de Carlisle, que de vegades rep músics itinerants, teatres i comediants. La ciutat té dos teatres més: el Stanwix Arts Theatre situat al nord del municipi, i el Green Room, una sala de teatre fet per aficionats. L'estadi de Brunton Park també ha albergat música en viu i hostatjat Elton John el 2007.
El Festival de Música de Carlisle es porta a terme a la catedral cada any. Hi havia un festival, que ja no se celebra però que va ser molt important, el Brampton Live, de música folk, que es feia al districte de Brampton. El cap de setmana del 14/15 de maig del 2011, l'aeroport Carlisle Lake District va ser la seu del festival de música lliure més gran d'Europa, el Big Weekend de Ràdio 1. El festival va comptar amb músics de primera línia com Lady Gaga i Foo Fighters. L'església de Saint Cuthbert alberga anualment una sèrie de concerts de música instrumental i de cambra organitzats per North Cumbria Recitals.

## Fills ilustres
- William Thomas Best (1826-1897), organista i compositor

## Gastronomia
En ser la capital administrativa de Cúmbria, Carlisle és a poca distància del districte Lakes Urban District, que ha estat considerat com un dels millors llocs per menjar de tot el país.
L'àrea és la llar de quatre restaurants amb estrelles Michelin com L'Enclume, Sharrow Bay Country House, Holbeck Ghyll i The Samling a Ambleside. El comtat també és conegut per tenir més microcerveseries que qualsevol altre comtat. Hi ha la fàbrica Jennings Brewery que subministra una àmplia varietat de tipus de cervesa, molts dels quals se serveixen en bars i restaurants de tot el municipi.
Cada mes d'agost se celebra el Carlisle Food Fair a la zona de vianants del centre de la ciutat. La fira és una exposició de productes alimentaris de tot el continent i també de productes agrícoles locals, incloent les típiques salsitxes de Cumberland, la salsa Cumberland i la mostassa de Cumberland.